# عبد العزيز بن عمر
عبد العزيز بن عمر بن عبد العزيز بن مروان الأموي القرشي. كنيته أبو محمد، والده هو الخليفة العادل عمر بن عبد العزيز وقد أخذ عنه حسن الرعاية والاهتمام بشؤون الناس. كان ثقة صالحاً فقيهاً اشتغل بعلوم الحديث. قدم عبد العزيز بن عمر بن عبد العزيز عاملاً ليزيد بن الوليد على المدينة لليلتين بقيتا من ذي القعدة سنة ست وعشرين ومائة، ونزع عن المدينة سنة ثمان وعشرين ومائة، وفي رواية: سنة تسع وعشرين.وحج بالناس سنة سبع وعشرين ومائة وسنة ثمان وعشرين ومائة. توفي سنة سبع وأربعين ومائة. 

## أخباره
ولي المدينة و مكة والطائف سنة 126هـ خلفاً ليوسف بن محمد الثقفي في خلافة يزيد بن الوليد ، فسارت المدينة في عهده هادئة مطمئنة بعيدة عن التيارات السياسية والخلافات التي حصلت بين الأمويين أنفسهم والخارجين عليهم خاصة بعد موت الخليفة يزيد وولاية أخيه إبراهيم فظهرت الاضطرابات في كثير من الأمصار الإسلامية وسلمت المدينة من ذلك لحسن سيرة الأمير عبد العزيز وسياسته الحكيمة، وتبعاً لمكانته العالية بين أقاربه الأمويين وقد أقره الخليفة إبراهيم على الإمارة، ثم أقره الخليفة مروان بن محمد عليها حتى سنة 129 هـ عندما استدعاه مروان لمشاركته في بعض حروبه وعندما سقطت الدولة الأموية سنة 132هـ عاش عبد العزيز بقية عمره في المدينة حتى وفاته عام 147 هـ.

## روايته للحديث النبوي
روى عن: أبيه، وعن حميد بن عبد الرحمن بن عوف ونافع مولى ابن عمر، وغيرهم.
روى عنه: يحيى بن سعيد وابن جريج ووكيع وأنس بن عياض وغيرهم.

## أقوال العلماء فيه
- أبو حاتم الرازي : يكتب حديثه.
- أبو حاتم بن حبان البستي : يخطئ يعتبر حديثه إذا كان دونه ثقات.
- أبو حفص عمر بن شاهين : ثقة.
- أبو دواد السجستاني : ثقة.
- أبو زرعة الرازي : لا بأس به.
- أبو مسهر الغساني : ضعيف الحديث.
- أبو نعيم الفضل بن دكين : ثقة.
- أحمد بن حنبل : ليس هو من أهل الحفظ والإتقان.
- أحمد بن شعيب النسائي : ليس به بأس.
- ابن حجر العسقلاني : صدوق يخطئ، ومرة: لم يثبت عن أحمد تضعيفه، وليس له في البخاري سوى حديث واحد متابعة.
- الذهبي : ثقة.
- عبد الأعلى بن مسهر الغساني : ضعفه.
- علي بن المديني : كان ثبتا ثقة، وقد روى عنه الثقات ابن أبي ذؤيب، وغيره.
- محمد بن عمار الموصلي : ثقة ليس بين الناس فيه اختلاف.
- مصنفوا تحرير تقريب التهذيب : ثقة، أطلق توثيقه جماعة، واحتج به الشيخان في صحيحيهما، وضعفه أبو مسهر وحده، ولا يستقيم ما حكاه الخطابي عن أحمد بحنب من أطلق توثيقه، وهو جرح مردود لأنه غير مفسر.
- يحيى بن معين : ثقة، ومرة: ليس به بأس، ومرة: ثقة ليس به بأس، ومرة: ثبت.